# Moya Mishel
Moya Mishel（ロシア語: Моя Мишель) はロシアの音楽グループである。 2009年より活動を開始した。 

## バンドの歴史
Moya Mishelは 2009年にロシア東部のブラゴヴェシチェンスクで誕生し、当初は「The Fragments」という音楽グループとして活動していたが、その後グループは一旦解散。それぞれが個別にモスクワへ拠点を移す。 2010年に新しいグループとしての名前「Moya Mishel」にて一部のメンバーと共に再スタートを果たした。 グループのリーダーは、シンガーソングライターのタチアナ・タカチュク(ロシア語: Татьяна Ткачук)。 グループの名前はビートルズの曲「ミッシェル」から来ている。

### グループ名の由来
私は50個以上の名前を1枚の紙に書き出したの。
みんなと一緒に座って、順番に1つずつ消していった。そして最後に2つの名前が残ったわ。
コインを投げてみたら、そこには「Моя Мишель」があった。
そして最後の2番目まで残ったもう一つの名前は「Полароид」という曲名になったわ。— タチアナ・タカチュク

### メンバー
- タチアナ・タカチュク (ロシア語: Татьяна Ткачук) - ボーカル、ソングライター
- パブロ・シェフチュク (ロシア語: Павло Шевчук) - キーボード、プログラミング、アコーディオン
- レナト・サミグリン (ロシア語: Ренат Самигуллин) - すべてのギターとドラム

### 元メンバー
- ドミトリー・ストレルツォフ (ロシア語: Дмитрий Стрельцов) - ベースギター
- デニス・マリンキン (ロシア語: Денис Маринкин) - ドラム
- オレグ・ブラコフ (ロシア語: Олег Бураков) - ドラム
- ミハイル・リソフ (ロシア語: Михаил Лисов) - ベース

## ディスコグラフィ

### アルバム
- Ты мне нравишься（2013、日本未発売）
- Химия（2015、日本未発売）
- Отстой（2016、日本未発売）
- Люби меня до конца мира（2018、日本未発売）

### ミニアルバム
- Дура（2015、日本未発売）
- Наивность. Часть 1（2020、日本未発売）

### PV
- Дура（2015）
- Химия（2015）
- Кошка（2015）
- Тёмные аллеи（2016、 DJ Smashとのコラボレーション）
- Здрасте, я Настя （2017）
- Ванюша（2017 ）
- Целовать нельзя（2017）
- Харуки（2017）
- Ты мне нравишься（2017）
- Летовсегда（2018）
- Хватит убегать（2018）
- Молоды и красивы（2019）

## 日本とのかかわり
日本向けに作られたコンテンツはないが、PV「Харуки」や「Хватит убегать」の撮影は東京で撮影されたものである。
また、ライブ出演時にカタカナ表記や漢字表記、アニメキャラの描かれたTシャツを身に着けていたり、まねき猫が多用された映像がある
「Харуки」（”春樹”のロシア語表記）という曲があるように、村上春樹の小説からイメージされた曲を作ったことがある